# Сан доктора Мишића
„Сан доктора Мишића” је југословенски ТВ филм из 1973. године. Режирао га је Бранко Плеша а сценарио су написао Бранко Иванда по делу Ксавера Шандора Ђалског.

## Улоге
| Глумац             | Улога              |
| ------------------ | ------------------ |
| Љуба Тадић         | Мишић              |
| Милан Пузић        | Апотекар           |
| Воја Мирић         | Радичевић          |
| Јанез Врховец      | Доктор Асбајер     |
| Драгомир Фелба     | Погребник          |
| Иван Хајтл         | Човек у мртвачници |
| Анита Илић         | Породиља           |
| Блаженка Каталинић | Бароница Алабах    |
| Миодраг Лончар     | Судија             |
| Софија Перић Нешић | Баба               |
| Тихомир Плескоњић  | Жупник             |
| Рамиз Секић        | Породиљин муж      |
| Олга Спиридоновић  | Марија, служавка   |
| Васја Станковић    | Лука, слуга        |